# Filippo Distefano
Filippo Distefano (Camaiore, 28 de agosto de 2003) es un futbolista italiano que juega en la demarcación de delantero en la Carrarese Calcio 1908 de la Serie B, a préstamo desde la ACF Fiorentina.

## Biografía
Tras formarse como futbolista en las categorías inferiores de la ACF Fiorentina, finalmente el 30 de noviembre de 2021 debutó con el primer equipo en la Serie A contra la UC Sampdoria. El encuentro finalizó con un resultado de 3-1 a favor del conjunto fiorentino tras los goles de José Callejón, Dušan Vlahović y Riccardo Sottil para la Fiorentina, y de Manolo Gabbiadini para la Sampdoria.

## Clubes
Actualizado al último partido disputado el 23 de mayo de 2024.
| Club                           | País   | Año       | Partidos | Goles |
| ------------------------------ | ------ | --------- | -------- | ----- |
| ACF Fiorentina                 | Italia | 2021-2023 | 2        | 0     |
| Ternana Calcio (cedido)        | Italia | 2023-2024 | 34       | 7     |
| Frosinone Calcio (cedido)      | Italia | 2024-2025 | 14       | 2     |
| Carrarese Calcio 1908 (cedido) | Italia | 2025-     |          |       |